# 권일 (1911년)
권일(權逸, 1911년 8월 22일~2001년 4월 3일)은 일제강점기에 만주국 법조인을 지낸 대한민국의 정치인이다. 일제 강점기에는 권혁주(權赫周)라는 이름을 사용했다.

## 생애
경상북도 예천군 출신이다. 일본에 유학하여 메이지 대학을 졸업하고 고등문관시험 사법과에 합격하여 법조인이 되었다. 이후 만주국의 심판관으로 임용되어, 옌지에서 심판관을 지내는 등 만주국 사법 관료로 활동했다. 
 만주에서 대동학원을 졸업하였다.
태평양 전쟁 종전 후에는 일본에서 변호사를 개업하였다. 도쿄에 머물면서 재일본대한민국민단 단장을 역임하는 등 우익 계열의 재일 한국인으로 활동하였다.
1964년 민단 단장으로 선출된 뒤 박정희 정권에 부름을 받아 민주공화당 중앙위원으로 정계에 입문하였다.이후 민주공화당과 유신정우회 소속으로 제8대와 제9대 국회의원을 지냈다. 국민훈장 동백장과 무궁화장을 수여받았으며, 상속법에 대한 일본어 저서를 포함하여 회고록 등 여러 권의 저서를 남겼다.
2008년 민족문제연구소가 친일인명사전 편찬을 위해 친일인명사전 수록예정자 명단을 발표하면서 해외 부문에 선정했다. 2009년 친일반민족행위진상규명위원회가 발표한 친일반민족행위 705인 명단에도 포함되었다.

## 학력
- 일본 메이지 대학 법학부 졸업.
- 대동학원 졸업.
- 메이지 대학 법학박사.

## 약력
- 일본 고등문관시험 사법과 합격.
- 만주국 심판관.
- 변호사.
- 대한민국 주일대사관 법률고문.
- 재일본대한민국민단 단장.
- 민주공화당 중앙위원.
- 사단법인 일본문제연구소 이사장.
- 1971년 ~ 1972년 : 제8대 국회의원 (민주공화당).
- 1973년 ~ 1979년 : 제9대 국회의원 (유신정우회).

## 역대 선거 결과
|  | 48.8% |

|  | 0% |

## 참고자료
- 권일(權逸) - 국사편찬위원회